# Lo scippo (film 1965)
Lo scippo è un film del 1965 diretto da Nando Cicero al suo esordio da regista.